# Manuel Agustín Guillén
Manuel Agustín Guillén (Vicente López, Buenos Aires; 6 de septiembre de 2001) es un futbolista argentino que juega de lateral derecho. Actualmente milita en Tristán Suárez de la Primera Nacional de Argentina.

## Trayectoria

### River Plate
Nacido en Vicente López en 2001, surgió de las divisiones inferiores de River Plate. Jugó en el equipo de reserva entre 2021 y 2023. En julio de 2022 firmó su contrato con River hasta diciembre de 2024. 

### Godoy Cruz
Sin alcanzar el debut en primera división, en agosto de 2023 fue cedido a Godoy Cruz de Mendoza. Es un préstamo por dieciocho meses (un año y medio) con opción de compra por el 50 % del pase. Terminada la Copa de la liga 2024, rescinde su préstamo en el club mendocino al no llegar a un acuerdo con la dirigencia de Godoy Cruz para extender el préstamo y retorna a River.

### Argentinos Juniors
Al no ser tenido en cuenta por Demichelis ni por Gallardo, rescindió su contrato con River y el 28 de agosto de 2024 llegó con el pase en su poder a Argentinos Juniors.

### Tristán Suárez
El 13 de febrero de 2025 fue cedido por un año a Tristán Suárez.

## Estadísticas

### Clubes
| Club | Div.                | Temporada           | Liga         | Liga         | Liga         | Copas Nacionales (1) | Copas Nacionales (1) | Copas Nacionales (1) | Copas Internacionales (2) | Copas Internacionales (2) | Copas Internacionales (2) | Total | Total | Total  | Medida goleadora(3) |
| Club | Div.                | Temporada           | Part.        | Goles        | Asist.       | Part.                | Goles                | Asist.               | Part.                     | Goles                     | Asist.                    | Part. | Goles | Asist. | Medida goleadora(3) |
| --- | ------------------- | ------------------- | ------------ | ------------ | ------------ | -------------------- | -------------------- | -------------------- | ------------------------- | ------------------------- | ------------------------- | ----- | ----- | ------ | ------------------- |
| Godoy Cruz Argentina | 1.ª                 | 2023                | Inexistentes | Inexistentes | Inexistentes | 11                   | 0                    | 0                    | Inexistentes              | Inexistentes              | Inexistentes              | 11    | 0     | 0      | 0,00                |
| Godoy Cruz Argentina | 1.ª                 | 2024                | 3            | 0            | 0            | 8                    | 1                    | 1                    | Inexistentes              | Inexistentes              | Inexistentes              | 11    | 1     | 1      | 0,09                |
| Godoy Cruz Argentina | Total club          | Total club          | 3            | 0            | 0            | 19                   | 1                    | 1                    | 0                         | 0                         | 0                         | 22    | 1     | 1      | 0,04                |
| Argentinos Juniors Argentina | 1.ª                 | 2024                | 0            | 0            | 0            | Inexistentes         | Inexistentes         | Inexistentes         | Inexistentes              | Inexistentes              | Inexistentes              | 0     | 0     | 0      | 0,00                |
| Argentinos Juniors Argentina | Total club          | Total club          | 0            | 0            | 0            | 0                    | 0                    | 0                    | 0                         | 0                         | 0                         | 0     | 0     | 0      | 0,00                |
| Tristán Suárez Argentina | 2.ª                 | 2025                | 11           | 0            | 1            | Inexistentes         | Inexistentes         | Inexistentes         | Inexistentes              | Inexistentes              | Inexistentes              | 11    | 0     | 1      | 0,00                |
| Tristán Suárez Argentina | Total club          | Total club          | 11           | 0            | 1            | 0                    | 0                    | 0                    | 0                         | 0                         | 0                         | 11    | 0     | 1      | 0,00                |
| Total en su carrera | Total en su carrera | Total en su carrera | 14           | 0            | 1            | 19                   | 1                    | 1                    | 0                         | 0                         | 0                         | 33    | 1     | 2      | 0,03                |
| (1) Las copas nacionales se refiere a la Copa Argentina y a la Copa de la Liga Profesional. (2) Las copas internacionales se refiere a la Copa Libertadores y la Copa Sudamericana. (3) Media de goles por encuentro. No incluye goles en partidos amistosos. |                     |                     |              |              |              |                      |                      |                      |                           |                           |                           |       |       |        |                     |